# Астранция крупная
Астра́нция кру́пная, или Астранция больша́я, или Звездо́вка большая (лат. Astrantia májor), — травянистое растение; вид рода Астранция семейства Зонтичные.
Родом из Европы и Западной Азии, растение используется во многих странах как декоративное в садах и на клумбах. Существует множество подвидов и разновидностей.
Шведское общеупотребительное название растения — «дочери Линнея» (швед. Linnés döttrar).

## Название
Родовое название происходит от латинского корня aster, означающего «звезда», и относится к звездообразным прицветникам, формирующим обёртки соцветия-зонтика.
Видовой эпитет major в переводе с латыни означает «большой, крупный» и указывает на более крупные размеры растения, по сравнению, например, с видом Астранция малая (Astrantia minor ).

## Ботаническое описание

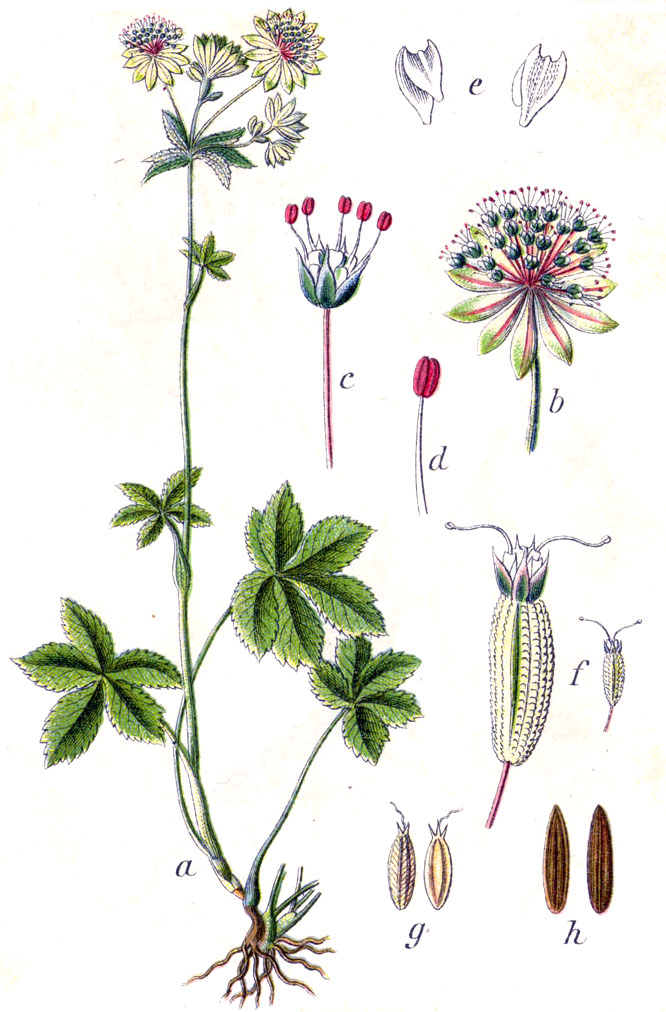

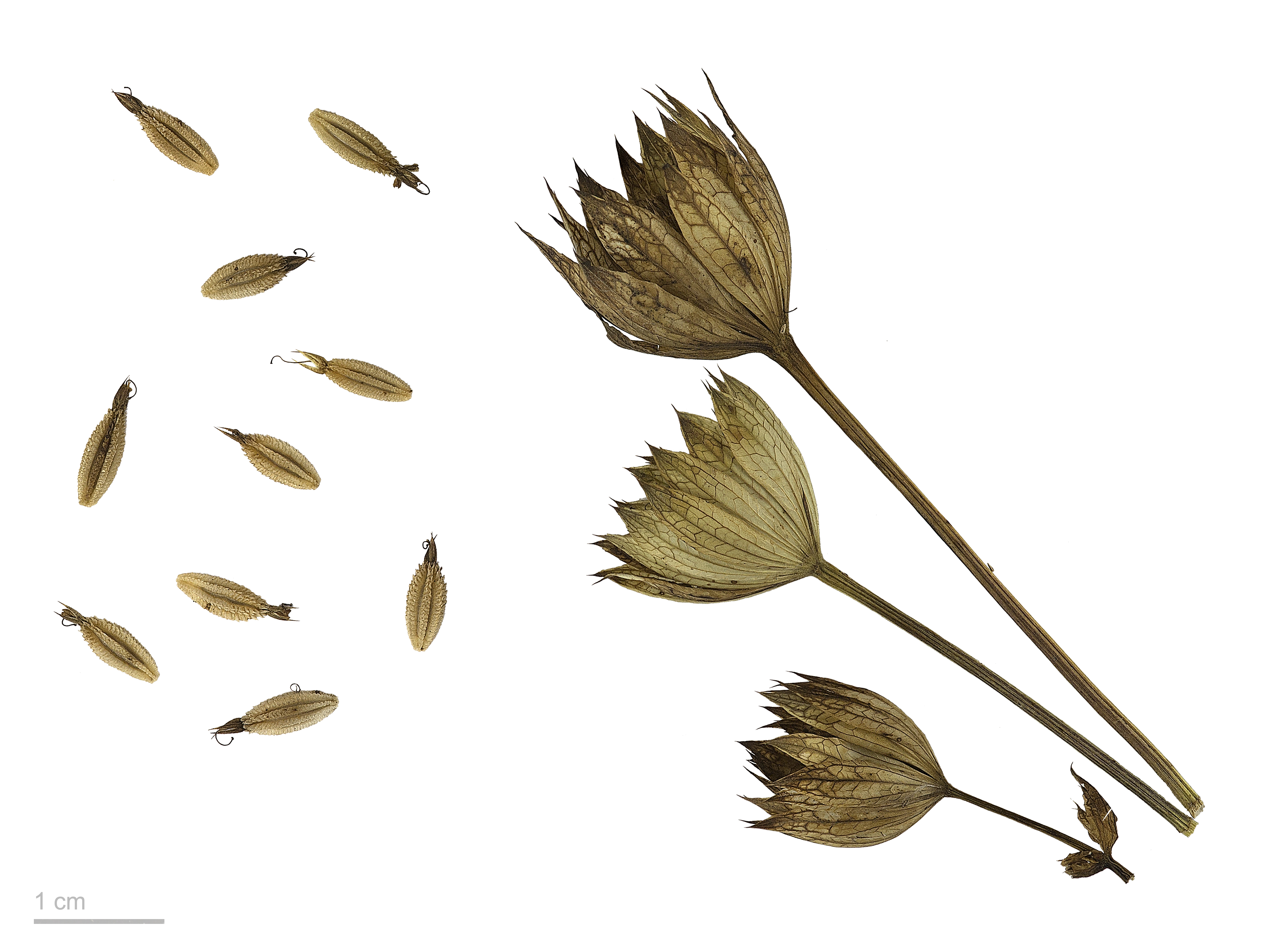
Плоды и семена

Многолетнее травянистое растение с коротким корневищем. Стебель высотой 50-70 (90) см, прямостоячий, простой или с немногочисленными боковыми веточками.
Прикорневые листья с длинными черешками, пластинки их глубоко рассечены на 5-7 продолговато-эллиптических, по краю крупнозубчатых или надрезанных долей 5-8 см длиной, с зубцами, оканчивающимися шетинками. Стеблевые листья более мелкие, с более узкими долями, короткочерешковые или почти сидячие.
Цветки мелкие, многочисленные, белые или красноватые, собранные в простые зонтики диаметром 3-4.5 см, расположенные на верхушке стебля или его боковых ветвей. Краевые цветки тычиночные, внутренние — обоеполые. Общая обёртка звездчатая, из 10-20 зеленоватых или красноватых пленчатых узкоэллиптических листочков длиной 0.8-1 см, по длине равных цветкам или превышающих их. Цветоножки 1-2 мм длиной.
Плод — сухой вислоплодник длиной около 5 мм, с 2 семенами. В Белоруссии цветёт в июне-августе, плодоносит в августе-сентябре.
Энтомофил. Размножение семенное. Семена прорастают дружно весной следующего года в первой декаде мая. Ювенильный период продолжается 1-5 лет. Генеративная фаза наступает на 5-м году развития. Сенильный период у особей в естественной популяции наступает в 35-40 лет. Баллист-анемохор.

## Распространение и экология
Естественный ареал вида охватывает преимущественно горные районы Центральной Европы. Отдельные местонахождения известны в Восточной Европе: Литва, Латвия, Россия (Калининградская и Ленинградская обл.), Украина и Молдавия. В России местонахождения, вероятно, носят заносный характер. В Беларуси в настоящее время достоверно известно 1 местонахождение — в Беловежской пуще. Из четырёх ранее известных популяций в Беловежской пуще в настоящее время сохранилась лишь одна, состоящая из 35 слабо развитых растений на площади 250 м2.
Вид произрастет на лесных полянах, обочинах дорог в дубравах (с грабом), елово-сосновых и еловых лесах кисличного типа, реже на закустаренных мелкоосоково-злаково-разнотравных лугах.

## Хозяйственное значение и применение
Все части, особенно корневища, обладают слабительными свойствами. Действующие вещества мало изучены.
Растение декоративное, селекционеры создали множество садовых форм и сортов.

## Таксономия
Astrantia major L., 1753, Sp. Pl. 1: 235.
Вид Астранция большая относится к роду Астранция (Astrantia) семейства Зонтичные (Apiaceae) порядка Зонтикоцветные  (Apiales). Кладограмма в соответствии с Системой APG IV:
|  |                                      |  |                                   |                                   |                     |  | ещё 6 семейств | ещё 6 семейств |                   |  |           |  | еще 11 подтвержденных видов и 9 в статусе "неподтвержденных" | еще 11 подтвержденных видов и 9 в статусе "неподтвержденных" |  |
|  |                                      |  |                                   |                                   |                     |  | ещё 6 семейств | ещё 6 семейств |                   |  |           |  | еще 11 подтвержденных видов и 9 в статусе "неподтвержденных" | еще 11 подтвержденных видов и 9 в статусе "неподтвержденных" |  |
|  |                                      |  |                                   | порядок Зонтикоцветные            |                     |  |                |                | род Астранция     |  |           |  |                                                              |                                                              |  |
|  |                                      |  |                                   | порядок Зонтикоцветные            |                     |  |                |                | род Астранция     |  | 4 подвида |  |                                                              |                                                              |  |
|  | отдел Цветковые, или Покрытосеменные |  |                                   |                                   | семейство Зонтичные |  |                |                | Астранция большая |  |           |  |                                                              |                                                              |  |
|  | отдел Цветковые, или Покрытосеменные |  |                                   |                                   |                     |  |                |                |                   |  |           |  |                                                              |                                                              |  |
|  |                                      |  | ещё 63 порядка цветковых растений | ещё 63 порядка цветковых растений |                     |  |                | ещё 447 родов  | ещё 447 родов     |  |           |  |                                                              |                                                              |  |
|  |                                      |  |                                   | ещё 63 порядка цветковых растений |                     |  |                |                | ещё 447 родов     |  |           |  |                                                              |                                                              |  |

### Синонимы
- Astrantia australis  Huter & Porta ex H.Wolff
- Astrantia candida  Mill.
- Astrantia caucasica  Willd. ex Spreng.
- Astrantia europaea  L. ex Rehmann
- Astrantia intermedia  M.Bieb.
- Astrantia major f. integra  (F.Malý) I.Asenov
- Astrantia major subsp. involucrata  (W.D.J.Koch) Ces.
- Astrantia major var. involucrata  W.D.J.Koch
- Astrantia major var. maxima  Kuntze
- Astrantia montana  Clairv.
- Astrantia nigra  Scop.
- Astrantia pallida  Presl ex W.D.J.Koch
- Astrantia saniculifolia  Salisb.
- Astrantia vulgaris  Dalla Torre & Sarnth.
- Sanicula astrantia  Garsault

### Нижестоящие таксоны
- Astrantia major  subsp. apenninica  Wörz
- Astrantia major  subsp. carinthiaca (Hoppe ex W.D.J.Koch) Arcang.
- Astrantia major  subsp. elatior (Friv.) K.Malý
- Astrantia major  subsp. pyrenaica Wörz

### Культивары

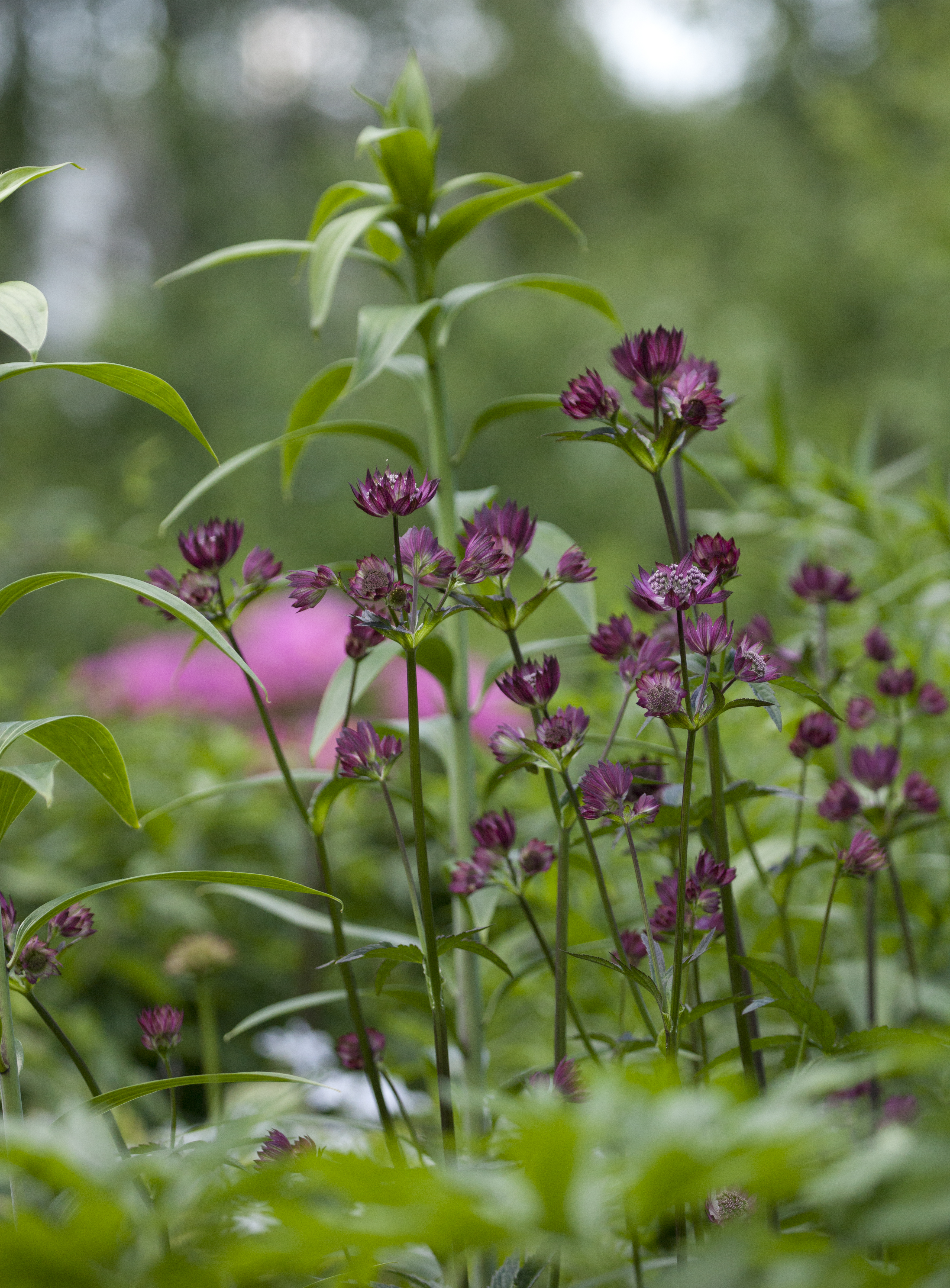
Сорт 'Purple Joyce'

- 'Alba' — цветки и прицветники зеленовато-белые. Высота 60—90 см. Зоны морозостойкости: 5—8[9].
- 'Claret' — цветки и прицветники рубиново-красные. Высота 60—90 см. Зоны морозостойкости: 5—7[10].
- 'Gill Richardson' — цветки и прицветники красно-коричневые. Высота 60—90 см. Зоны морозостойкости: 4—7[11].
- 'Pink Joyce' — цветки и прицветники блестящие, ярко-розовые. Цветение в июне-августе. Высота 60 см[12].
- 'Penny’s Pink' — цветки и прицветники бледно-розовые украшены жилками более глубокого розового цвета. Высота 60—90 см. Зоны морозостойкости: 4—7[13].
- 'Purple Joyce' — цветки у основания зеленоватые, на концах пурпурные, прицветники пурпурные с фиолетовым оттенком. Цветение в июне-августе. Высота 60 см. Зоны морозостойкости: 4—8[14].
- 'Red Joyce' — цветки красные, высота растений 45-60 см, ширина 30-45 см. Зоны морозостойкости: 5—9[15].
- 'Roma' — цветки розовые, прицветники бело-розовые у основания и розовеющие к концам. Высота 30—60 см. Зоны морозостойкости: 4—7[16].
- 'Ruby Cloud' — цветки рубиново-красные, прицветники бледно-красно-коричневые. Высота 60—90 см. Зоны морозостойкости: 4—7[17].
- 'Star of Beauty' — цветки белые с пурпурными кончиками, прицветники бело-пурпурные. Высота 30—60 см. Зоны морозостойкости: 4—7[18].
- 'Sparkling Stars Pink' — цветки и прицветники светло-розовые. Цветение в июне-августе. Высота 60 см. Зоны морозостойкости: 4—8[19].
- 'Star of Billion' — цветки белые, прицветники бело-зелёные. Высота 30—60 см. Зоны морозостойкости: 4—7[20].
- 'Venice' — цветки рубиново-красные с красновато-фиолетовыми прицветниками. Высота 50—60 см. Зоны морозостойкости: 5—7[21].